# مينور بايا ماري
مينور بايا ماري هو نادي كرة يد في رومانيا تأسس في سنة 1974 يقع مقره في بايا ماري. يلعب في الدوري الروماني لكرة اليد. تبلغ سعة ملعبه 2200 متفرجا.